# Мемоар на българи от Македония от 27 декември 1917 година
Мемоарът на българи от Македония от 27 декември 1917 година е протестен документ на Централния комитет на Вътрешната македоно-одринска революционна организация, отпечатан във вестник „Родина“, излизащ в Скопие и редактиран от Георги Баждаров, Ангел Томов и Христо Матов. Още в началото на декември мемоарът е изпратен на българския пълномощен министър в Берлин Димитър Ризов, който да го разпространи в Европа.
Мемоарът е насочен срещу Холандско-скандинавския комитет, който организира Международната социалистическа конференция в Стокхолм по балканските въпроси и срещу предложенията на американския президент Удроу Уилсън за принципите, които трябва да бъдат в основата на мирните договори след приключването на Първата световна война. Точка 11 в предложенията му гласи: „Румъния, Сърбия, Черна гора трябва да се опразнят; ще им се възвърнат окупираните земи. На Сърбия ще се даде свободен излаз на море и отношенията между отделните балкански държави трябва да се определят приятелски под влиянието на силите, съгласно с установените от историята линии. Ще се дадат на тия държави международни гаранции за политическа и стопанска независимост и териториална цялост.“
Текстът на мемоара е написан от Тодор Александров, а подписалите се саморъчно са написали кратки биографични бележки за себе си. Ръкописният оригинал на документа се пази в Централния държавен архив в архивния фонд на ВМРО (ф. 396 к). Протестният меморандум е съгласуван с министър-председателя Васил Радославов и с професорите в Комисията за проучване на България – Любомир Милетич, Никола Милев, Йордан Иванов, Анастас Иширков, Иван Снегаров и Стоян Романски, както и със Симеон Радев, Кръстьо Станчев и инженер Стоян Загорски, както и с дейците на БРСДП (ш.с.), които също се застъпват за присъединяването на Македония към България.
В Мемоара се казва:
| „ | Земите по двете страни на Вардара и самият Вардар принадлежат на българското население, което ги обитава и следователно не могат произволно да се дават на тоя – на оня да ги владее политически, даже да би имал нужда. В противен случай реакцията срещу чуждата власт е неминуема и тая реакция е вън от всяко съмнение, щом е дума за земи като нашите, които в близкото минало – през турския и през сръбския режим – тъй дълго време са били огнище на въоръжени въстанишки движения и с това са станали първа причина на последните три освободителни войни от страна на свободна България. Разумното и действително използване на Вардарския и на всички други басейни на Балканите е възможно само при едно съществено и основно условие: това е – свободата на всеки народ в неговите естествени етнографски граници и взаимното зачитане естествените права на всекиго. Защитавайки с гърдите си тези начала чрез участието му сега в най-кървавата от войните, каквито светът е виждал, българският народ и днес протяга ръка за мир и съгласие, решен в същото време да продължи да дава жертви за свободата и обединението си, ако те му се наложат от несправедливото желание да се режат части от живото му тяло. | “ |

## Подписали
| Име                             | От            |
| ------------------------------- | ------------- |
| 1. Диме Николов                 | Скопие        |
| 2. Трайче Чайчаров              | Скопие        |
| 3. Петруш Шагманов              | Скопие        |
| 4. Спиро Гайдарджиев            | Скопие        |
| 5. Кральо Х. Марков             | Скопие        |
| 6. Лазар Велков                 | Дивле         |
| 7. Хаджи Зафир Тасев            | Куманово      |
| 8. Михаил С. Байловски          | Куманово      |
| 9. Кръстю Лазаров               | Куманово      |
| 10. Димитър Давидов             | Крива паланка |
| 11. Веселин Икономов            | Крива паланка |
| 12. Аргир Манасиев              | Сехово        |
| 13. Дончо Ангелов               | Кратово       |
| 14. Арсо Лазаров                | Щип           |
| 15. Ефрем Чучков                | Щип           |
| 16. Арсений Костенцев           | Щип           |
| 17. Хаджи Иван Весов            | Велес         |
| 18. Иван Корабаров              | Велес         |
| 19. Трайко Гочев                | Велес         |
| 20. Димко Крепиев               | Велес         |
| 21. Марко Цепенков              | Прилеп        |
| 22. Петър Ацев                  | Прилеп        |
| 23. Кочо Н. Небреклиев          | Прилеп        |
| 24. А. Хр. Янов                 | Прилеп        |
| 25. Димитър Велянов             | Крушево       |
| 26. Григор Божинов              | Крушево       |
| 27. Михаил Станоев              | Крушево       |
| 28. Андрей Д. Татарчев          | Ресен         |
| 29. Евтим Т. Ляпчев             | Ресен         |
| 30. Кръсте Трайков              | Горно Круше   |
| 31. Хаджи Серафим Апостолов     | Теарце        |
| 32. Насто Илиев                 | Тетово        |
| 33. Хаджи Григор Хаджисерафимов | Тетово        |
| 34. Младен Дальов               | Тетово        |
| 35. Младен Мишев                | Тетово        |
| 36. Рафаил Столев               | Вратница      |
| 37. Нестор Траянов              | Галичник      |
| 38. П. С. Хаджиевски            | Галичник      |
| 39. Тръпко И. Гиновски          | Галичник      |
| 40. Aпостол Христов             | Галичник      |
| 41. Димитър Н. Куновски         | Дебър         |
| 42. Иконом Търпе Симоновски     | Дебър         |
| 43. Христо Атанасов             | Пасинки       |
| 44. Ангел Спространов           | Охрид         |
| 45. Протойерей Христо Маленков  | Охрид         |
| 46. Станислав Чакъров           | Струга        |
| 47. Анастас Н. Калайджиев       | Струга        |
| 48. Анастас Лозанчев            | Битоля        |
| 49. Георги Груев                | Смилево       |
| 50. Янаки Янев                  | Лавчани       |